# Llista de personatges de Gantz

Diversos personatges vestint els vestits negres, incloent Nishi, Kurono, Kato i Kishimoto.

La sèrie d'anime i manga Gantz es caracteritza per un llarg nombre de personatges ficticis creats per Hiroya Oku. La sèrie té lloc en un Japó modern, en el qual diverses criatures conegudes com els extraterrestres comencen a atacar els ciutadans.
La sèrie comença amb l'adolescent Kei Kurono, que mor en un accident de tren, juntament amb el seu amic de la infància Masaru Kato. Tot d'una, apareixen en un apartament de Tòquio juntament amb diverses persones que han mort recentment. Una esfera negre anomenada Gantz els reviu i després els envia missatges, dient-los que han de matar els extraterrestres si volen viure. Tots els participants tenen poderoses armes com ara pistoles, i els vestits negres que augmenten la seva força. Quant als personatges participen en el joc, comencen a descobrir més coses relacionades amb Gantz, com el que passa quan derroten a diversos extraterrestres, i per què Gantz té el joc.
Els noms estan en ordre occidental, amb el nom que es dona abans del cognom (nom familiar).

## Creació i concepció
En crear els capítols del manga, l'autor Hiroya Oku primer va realitzar un projecte de les pàgines. A continuació, va crear models en 3D dels personatges i fons en el seu ordinador. Un cop fet això, Oku va escanejar els personatges dels models 3D, i els fons es van reduir a línies. Finalment, es va afegir el to a les pàgines i colors, i posteriorment es comença a afegir efectes de so, així com diàlegs.

## Membres de Gantz Tòquio
Kei Kurono (玄野計, Kurono Kei)
- Seiyū: Daisuke Namikawa
- Doblador =  Emerson Gutiérrez
- Àlies donats per Gantz: "Kurono" (くろのくん, Kurono-kun), "Gossa" (まけ犬, Make Inu), "Perdedor" (パシり, Pashiri).
- Altura: 1,68 m (5 peus 6 polz)
- Edat: 17 anys
- Estat actual: viu

Estudiant atropellat juntament amb el seu millor amic Katō pel metro en intentar salvar a un rodamón. És el personatge central de la Primera Fase, i a poc a poc anirà descobrint els secrets que amaga Gantz. Al començament, es mostra com un personatge egoista, meticulós, covard, pervertit i que menysprea a tothom a causa de la poca atenció que rebia dels seus pares, que l'hi donaven al seu germà menor Akira (només en el manga); però en la seva estada a l'habitació de Gantz, després de la mort del seu millor amic Katō i la seva relació amb Tae Kojima, Kurono canvia la seva forma de ser, sent més simpàtic i preocupat per la gent. Aconsegueix reunir els 100 punts després de la missió dels Oni Alien i en el capítol 221 tria ser lliure amb la seva memòria esborrada. No obstant això, comença a recordar les seves experiències amb Gantz en trobar-se amb un periodista que investigava sobre ells i els Vampirs, també en veure les fotos en què estava ell juntament amb Tae i en rebre trucades del seu germà sobre un possible atac cap a ell de part dels Vampirs. En l'últim capítol de la Primera Fase, en el 237, mor assassinat pel cap dels Vampirs després d'haver-li mostrat aquest el cap del seu germà. És reviscut per Katō quan aquest ajunta 100 punts en la missió següent a la mort de Kurono que no recordava res relacionat després de la Missión dels Oni Aliens. Després de sortir de l'habitació es retroba amb Tae recordant la seva mort. Quan Nishi els revela el relacionat amb la Catastrofe Kurono es mostra deprimit en saber que el món arribarà a la seva fi. En el capítol 286, Reika li confessa els seus sentiments provocant que aquest el rebutgi a causa de la relació que ja tenia amb Tae. Espera previngut a la Catàstrofe que té lloc dins d'una setmana.
Aconsegueix sobreviure a la missió d'Itàlia, després de l'apagada de Gantz, Kurono li demana a l'esfera negra que torni a Inaba i al vell però solament és mostrat el seu puntatge al voltant dels 90 punts. Més tard en aquest capitulo un altre Kurono és reviscut per l'home que està dins de l'esfera, el qual es queda a viure a la casa de Reika. En passar els dias comença la catastrofe i el cel es torna carmesi, Kei es prepara i va a estudiar amb el vestit posat i amb una Gun-H, després va a la classe de Tae i comença l'atac, Kurono, Tae, els seus companys de classe i professors surten de la secundària i un robot gegant els acorralen, Kei el derrota mentre tots impressionats el miren i tots marxen cap a un Hotel amb Kurono per estar fora de perill, però Kurono és transportat al Gantz i comença l'última missió. El porten juntament amb altres gantzers al camp enemic, i així raptar un híbrid. Després torna i es puja en una de les màquines que capturava gent, a la recerca de Tae. Així la va seguint per tota la ciutat enemiga. I rescatar un grup de supervivents, entre ells un amic seu. Després pren com a ostatge a un híbrid i li diu que busqui una sortida.
- És un personatge jugable en Gantz: The game.

Masaru Katō (加藤勝, Katō Masaru)
- Seiyū: Masashi Oosato
- Doblador =  Adolfo Nittoli
- Àlies donat per Gantz: "Katō-Cha [Je-je]" (かとうちゃ [笑], Katō-Cha [Emi]) (prové del nom d'una comèdia japonesa)
- Altura: 1,92 m (6 peus 4 polz)
- Edat: 17 anys
- Estat actual: viu

Amic d'infància de Kurono i protagonista de la Segona Fase. Sempre intenta ajudar els més febles. Igual que Kurono, apareix a l'habitació de Gantz després de ser atropellat en el metre. Viu amb el seu germà menor Ayumu amb una tia i els seus dos cosins, ja que ell i el seu germà van quedar orfes; però a causa de la forma en què la seva tia els tractava, decideix viure amb el seu germà en un altre departament per a ells dos. Per la seva forma de ser cap als seus companys, és nomenat "Capdavanter". Mor en la missió dels Deva Alien, després de vèncer al cap dels aliens, però és ressuscitat posteriorment (en el manga) a comanda de Kurono per un membre de l'equip Gantz ("El Vell") que va aconseguir els 100 punts i aconsegueix reunir-se amb el seu germà i viure junts en la seva nova llar. Actualment, torna a exercir el paper de líder i, declara en el final del capítol 237 que quan ajunti els 100 punts, planeja reviure a Kurono. En el capítol 252 es revela que el seu pare era bomber, influència que explica el perquè de la seva actitud humanitària. En conèixer l'existència d'un àlien de 100 punts en la missió d'Osaka, promet que ho matarà per reviure a Kurono. S'enfronta al Nura, per salvar al noi d'ulleres d'Osaka, però sense èxit, i en canviar de forma l'alien, fuig juntament amb Anzu, Nishi i el noi d'ulleres. Després de veure que Oka no mata al Nura, decideix acabar amb ell, però el Nura impacta a tots amb un atac, que fereix a Takeshi. En el 277, el Nura li talla les cames i a la vora de la mort, és salvat per Hikawa. En el capítol 278 aconsegueix efectuar el tret de la Super-Arma al Nurarihyon derrotant-ho finalment. En el 279, aconsegueix sobreviure i obté 100 punts, per la qual cosa decideix reviure a Kurono. En l'episodi 280 s'assabenta de la Catastrofe que ocorrerà en una setmana per part de Nishi, i en el 281 es retroba amb el seu germà. En el 285 es troba amb la veritable Kishimoto i intenta lligar-la. Despues és transferit a Gantz en la missió lluita juntament amb kurono i acaben amb una gran quantitat d'aliens.
Sobreviu a la missió d'Itàlia obtenint 65 punts. Dias despues comença la catastrofe i Katou flama a Ayumu perquè es trobin, Katou i Nishi es troba i Nishi es fa invisible, després Katou i el seu germà Ayumu es reuneixen i els enemics ataquen, Katou acaba amb ells i protegeix als cuidadanos, comença la transferència i arriba a Gantz.
- És un personatge jugable en Gantz: The game.

Kei Kishimoto (岸本恵, Kishimoto Kei)
- Seiyū: Hitomi Nabatame
- Doblador =  Lileana Chacón
- Àlies donat per Gantz: "Megatetas" (巨乳, Kyonyū) (donat per la grandària dels seus pits)
- Altura: 1,60 m (5 peus 3 polz)
- Edat: Entre 15 a 16 anys
- Estat actual: Morta

Aquesta noia (el nom de la qual de pila és igual que el de Kei Kurono) arriba a l'habitació nua després de tallar-se les venes de les seves nines. Allí coneixerà a Katō i a Kei, formant així un triangle amorós que donarà motiu a diverses situacions humorístiques. Després se sap que la veritable Kei Kishimoto en realitat segueix amb vida, i que Gantz va crear per accident una còpia d'ella; és a dir, la Kei Kishimoto que participa en Gantz és solament un clon o un "fax", com diu Nishi. Al final, Kishimoto elije a Katō, per la qual cosa la gelosia de Kurono li fa tenir sexe amb Sei Sakuraoka, fet que Kishimoto observa. Mor en la missió dels Deva Alien després d'aconseguir salvar a Katō. La veritable Kishimoto és vista novament en el capítol 285 quan es troba amb Katō.
- És un personatge jugable en Gantz: The game.

Jōichirō Nishi (西丈一郎, Nishi Jōichirō)
- Seiyū: Masahito Yabe
- Doblador =  José Granadillo
- Àlies donat per Gantz: "Sr. Nishi" (西くん, Nishi-Kun)
- Estat actual: viu

Aquest noi és algú molt ombrívol i, segons ell, va morir per una caiguda (es va suïcidar). Reclutat per Gantz molt abans que Kei i els seus dos amics arribessin a l'habitació, en les missions usava un Radar de Gantz amb el qual es feia invisible i veia morir a la gent amb molt plaure. Segons ell, la gent enviada a Gantz són només còpies genètiques dels cossos originals que van morir, encara que de vegades Gantz es descura una mica (com li va ocórrer a Kei Kishimoto, que va crear una còpia d'ella en creure que ella havia mort). En la missió dels Tanaka Alien mor i diu moltes coses sense sentit per a la resta (potser records de la seva infantesa). Es vana dient-li a Kurono que en el fons és com ell. En el manga, és ressuscitat per Daizemon Kaze a petició de Kurono, tan bon punt aquest obtingués 100 punts. Quan és reviscut, aconsegueix reconèixer a Izumi, cridant-li l'atenció de per què aquest estava de tornada en Gantz si va aconseguir els 100 punts triant ser lliure amb la seva memòria esborrada.
Va estar al principi de l'atac dels Vampirs cap a Izumi, però després es va en adonar-se que només venien pel seu "company". En la missió d'Osaka roman invisible durant gairebé tota la trobada. Torna a ser visible en atacar al Nura uilizando la super-arma, però est canvia de forma i li rebenta un braç. Katō ho salva en tirar-ho a un riu i allunyar-ho de l'alien. Aconsegueix sobreviure al final de la missió obtenint 75 punts gràcies al fet que mato al Dai Tengu (71 punts) mentre estava distret amb Nobuo. Li informa a l'equip que succeirà una catastrofe que podria acabar amb la humanitat en 7 dies i 23 hores i que existeixen altres equips de Gantz al voltant del món. En el capítol 283 revela una varietat d'informació sobre Gantz a l'equip. En el capítol 287 es veu la seva vida a l'escola, per la qual cosa és considerat un asocial. En un moment aclaparant, els seus companys, cansats d'ell, decideixen aixecar-ho i tirar-ho per la finestra, ell s'aixeca il·lès gràcies al vestit i en el 288 torna al seu saló i mata a tots els seus companys excepte a una alumna que no li va fer gens, ja que estava enamorada d'ell.Quan arriben els reforços Nishi mata a alguns de l'equipo F.D.N, però és baleado per un d'ells i abans de morir, és teletransportado a l'habitació.
Aconsegueix sobreviure a la missió d'Itàlia, i és transportat amb una súper arma; arriba als 102 punts a la qual cosa diversos membres de l'equip li demanen que revisqui al vell però Nishi escull una altra arma.
En el capítol 297 surt de l'habitació donant a entendre que la catastrofe està a punt de començar. Despues en el dia promès es troba amb Katou i quan arriben els enemics es posa en manera invisible, i tots els ganterz són transferits a Gantz.
- És un personatge jugable en Gantz: The game.

Masanobu Hojo (北条政信, Hōjō Masanobu)
- Seiyū: Hiroshi Kamiya
- Doblador =  Juan Guzmán
- Àlies donat per Gantz: "Homosexual" (ホモ, Homo)
- Estat actual: mort

Un model retirat que és enviat al costat de Sadayo a l'habitació de Gantz en ser xocat en la seva moto per un camioner que es va dormir per a la missió dels Tanaka Alien. Pel que sembla, ell és homosexual, a causa dels sobrenoms que li dona Gantz. No obstant això, mor al costat de Sadako en la missió dels Deva Alien, ell queda besandola.
- És un personatge jugable en Gantz: The game.

Sadayo Suzumura (鈴村貞代, Suzumura Sadayo)
- Seiyū: Yumi Kakazu
- Àlies donat per Gantz: "Sadako" (サダコ, Sadako)
- Estat actual: morta

Una noia molt ombrívola que assetjava a Hojo que mor al costat d'ell en ser xocats per un camioner dormit. Gantz la flama "Sadako" (perquè apareix tapant-se la cara amb el pèl) igual que el personatge de la novel·la i pel·lícula japonesa Ringu: El Cèrcol. Mor al costat d'Hojo en la missió dels Deva Alien, no abans després de mostrar la seva cara (revelant-se que en realitat és una dona molt bella); es veu que queda besant a Hojo, volent dir que va guanyar el seu amor.
- És un personatge jugable en Gantz: The game.

Tetsuo Nemoto (根本鉄男, Nemoto Tetsuo)
- Seiyū: Masahito Kawanago
- Doblador =  Rafael Monsalve
- Àlies donat per Gantz: "Pajillero nº1"
- Estat actual: mort

Personatge que apareix amb el seu grup de pandilleros en la missió dels Tanaka Alien. És un típic pandillero motociclista que va armant-la per tots els costats. Té dona i fill però amb prou feines ocupa la seva responsabilitat com a pare. És enviat a l'habitació de Gantz amb el seu grup després de ser matats a cops en una baralla amb una banda enemiga i la seva estada allí només servirà per complicar tot més si encara cap. No obstant això, acaba posant-se el seu vestit de Gantz i aconsegueix sobreviure a la missió. Per desgràcia, mor per la bomba en el cap en revelar sobre l'existència de Gantz en usar moltes vegades la Pistola-X anés de la missió cap a gent que no estava relacionada.
Sei Sakuraoka (桜丘聖, Sakuraoka Sei)
- Seiyū: Mie Sonozaki
- Doblador =  Melanie Henríquez
- Edat: 24 anys
- Altura: 1,77 m (5 peus 10 polz)
- Estat actual: morta

Bella dona que després de practicar sexe amb Kurono s'enamora d'ell. No s'esmenta com murio; apareix en la missió dels Deva Alien i en aquesta mateixa missió mor tractant de salvar a Kurono perquè aquest acceptés sortir amb ella. Aquest personatge té major rellevància en l'anime que en el manga. En el manga, ella té una semblança al personatge Lara Croft de la pel·lícula Tomb Raider
- És un personatge jugable en Gantz: The game.

Gos (犬, Inu)
- Alçada: 5 o 6 dm
- Edat: 8 anys
- Àlies donats per Gantz: "Chucho"
- Estat actual: mort

Animals morts també poden entrar a l'habitació de Gantz. Aquest gos arriba a Gantz fins i tot abans que Kurono, no fa res molt especial a part de llepar l'entrepierna de Kishimoto. En les missions no fa gens, només es va a passejar per aquí i després ho transporten a l'habitació novament. Mor en l'anime aixafat per una estàtua en la missió dels Deva Alien; però en el manga no se sap com mor en aquesta missió, només desapareix.
- És un personatge jugable en Gantz: The game.

Shion Izumi (和泉紫音, Izumi Shion)
- Àlies donat per Gantz: "Izumi" (和泉くん, Izumi-Kun)
- Alçada: 1,87 m (6 peus 2 polz)
- Estat actual: mort

Aquest personatge apareix tan bon punt Kurono perdés a la resta dels seus companys durant la missió dels Deva alien i es quedés sol. És un noi nou que arriba a l'escola, molt semblant físicament a Katō. Destaca per les seves habilitats en els esports, fet que farà que totes les noies estiguin darrere d'ell, encara que ell les ignori, doncs prefereix concentrar-se en Kurono i a la pàgina web que va veure de Gantz. Es descobreix en capítols posteriors que va ser un dels pocs que va aconseguir obtenir 100 punts i que per això va aconseguir la seva llibertat en esborrar-se-li la memòria. Més tard seria responsable de la matança de Shinjuku, per tornar a Gantz i "portar nous membres" i seria assassinat per Kurono per salvar a Tae. Gantz es refereix a ell simplement com "Izumi", probablement en senyal de respecte, ja que ell va ser qui va aconseguir els 100 punts. Aconsegueix aconseguir per segona vegada els 100 punts després de la missió dels Oni Alien, però aquesta vegada tria la Super-Arma, i al final de la Primera Fase, en el capítol 233, mor assassinat pel cap dels Vampirs per protegir la seva núvia Ryoko.
Daizemon Kaze (風大左衛門, Kaze Daizemon)
- Àlies donat per Gantz: "Guerrer Musculós" (きんにくらいだー, Kinniku Raidā)
- Alçada: 2,09 m (6 peus 10 polz)
- Estat actual: viu

Jove extremadament fort i musculoso, aquest noi viatja per tot Japó buscant rivals forts als quals vèncer en baralles, però és vençut per Kurono (amb l'ajuda del seu vestit de Gantz). Posteriorment s'integra a l'equip de Gantz després de ser assassinat per Izumi durant la matança de Shinjuku. Durant el seu estadía en l'equip adopta al petit Takeshi i es torna alguna cosa així com el seu "guardià". Aconsegueix els 100 punts i reviu a Nishi (a comanda de Kurono). Actualment ell està encarregat de protegir a Takeshi, ja que sent un gran afecte cap a ell. Durant les missions ell presenta una increïble seguretat, a causa de la seva força i tècniques de combat. Daizemon pot semblar rude i insensible, però demostra tot el contrari quan es tracta de defensar al petit Takeshi. En el capítol 268 aconsegueix allunyar-se del Nurarihyon sense sofrir un rasguño i posa fora de perill a Takeshi. En el 273, a causa de la ràbia i fúria que li va tenir al Nura per ferir a Takeshi, aquest li dona una pallissa. Després és derrotat pel monstre, però aconsegueix arribar amb vida al final de la missió, obtenint 35 punts.
Durant la missió d'Itàlia no se li veu fer molt excepte esquivar als aliens, ja que el seu usual mètode de lluita és inútil en aquesta missió; sobreviu a la missió i apareix amb 0 punts a l'hora de la repartició. Despues comença la catastrofe dias despues, i Kaze I Takeshi es preparen i comencen a destruir als enemics. Despues són transferits i es preparen per a la batalla final.
Takeshi Koumoto (タケシ コウモト, Kōmoto Takeshi)
- Àlies donat per Gantz: "Nen" (こども, Kodomo)
- Alçada: 9 dm o 1 m
- Estat actual: viu

Un nen de 4 anys que és enviat a l'habitació de Gantz a partir de la missió dels Oni Alien després de ser copejat fins a la mort pel nuvi de la seva mare en haver menjat les seves postres. Abans de la seva mort, va dibuixar un superheroi que ell va inventar, el Guerrero Musculoso; quan coneix a Kaze, creu que ell és el seu superheroi i comença a viure amb ell. A partir del capítol 240, aconsegueix usar els poders del seu vestit, aconseguint així fer els moviments de baralla que el seu heroi li va ensenyar després de gairebé ser menjat dues vegades pels Aliens Nurarihyon. En el 272, és ferit per un atac del Nura cap a tots. En finalitzar la missió, aconsegueix sobreviure i obté 26 punts.
Durant la missió a Itàlia és carregat per Kaze fins al final d'aquesta; ja a l'habitació és el primer en percatarse del retorn de Kurono. obté 0 punts en la repartició. Despues lluita al costat de Kaze en la catastrofe.
Hiroto Sakurai (桜井弘斗, Sakurai Hiroto)
- Àlies donat per Gantz: "Cherry" (チェリー, Cherī) "cirera" "un cherry mai més" (ウン チェルルイ ヌンカ マス, kesshite Cherī motto)
- Alçada: 1,67 m (5 peus 6 polz)
- Estat actual: mort

Adolescent que té intencions de suïcidar-se a causa dels constants abusos dels seus companys a la seva escola, no obstant això és convençut per Sakata de no fer-ho i aprèn d'ell "la Força" amb la qual guanya poders psíquics i aconsegueix assassinar als qui ho turmentaven, però després es penedeix i comença a usar els seus poders per ajudar a la gent, juntament amb la seva núvia Tonkotsu. Durant la matança de Shinjuku intenta al costat del seu mestre detenir a Izumi, però finalment és mort per aquest i enviat a l'habitació de Gantz. Mor enfrontant a l'Oni Alien de Foc, però immediatament és ressuscitat per Sakata quan aconsegueix els 100 punts. Mostra una gran estima cap al seu mestre. En la missió d'Osaka, fa de franctirador contra el Nurarihyon i aconsegueix sobreviure sense obtenir puntaje. En el capítol 292 es troba amb un membre d'Hiroshima que ho salva d'una estàtua mentre va muntat en la Motocicleta Gantz. Sakurai ho acompanya i en preguntar-li sobre la catàstrofe, una llança li travessa en el cap i Sakurai cau de la motocicleta per, poc després, trobar-se acorralat per un grup de Querubins.
Sakurai aconsegueix sobreviure a la missió i ja a l'habitació se li assignen 0 punts com a la majoria dels caçadors. Despues en la catastrofe Sakurai s'enfronta als enemics mentre els cuidadanos i la seva núvia els observen. Despues és transferit a Gantz, apareixen una gran quantitat d'enemics i li tallen el braç a Sakurai.
Despues de la batalla s'adona que la seva núvia va ser assassinada i enpieza a rondar cargandola després es troba amb una gran quantitat d'enemics usant tot el seu poder per matar-los despietadament i protegir-se dels atacs.
en el capitulo 359 torna es troba amb sakata però no se sap si és una il·lusió o aquesta amb vida. Mor en el capitulo 362 no abans tenint una il·lusió de Sakata i Tonkotsu. No se sap àdhuc si pot ser reviscut.
Kenso Sakata (坂田研三, Sakata Kensō)
- Àlies donat per Gantz: "Idiota..." (アホの、、、, Ahono...)
- Alçada: 1,78 m (5 peus 10 polz)
- Estat actual: mort

Posseïdor de "la Força", que li brinda a Sakurai perquè aquest es vengés dels quals abusaven d'ell a l'escola. Ell explica a Sakurai que també quan era jove va sofrir abusos constants dels seus companys i va intentar suïcidar-se, però va aconseguir venjar-se, ja que "algú" li va ensenyar els poders. Al costat del seu alumne, és reclutat per Gantz en tractar de detenir a Izumi durant la matança en Shinjuku. Aconsegueix els 100 punts en la missió dels Oni Alien per reviure al seu deixeble. Es caracteritza per la seva actitud pedant, però solidària; pels diferents canvis de pentinat en les missions i per les seves característics lents de sol (els quals no es lleva mai, fins i tot en les missions). En els capítols recents, pren una postura bastant pessimista i expressa clarament que si arriba a morir, no vol que el revisquin perquè li explica a l'equip que si es reviu a algú de l'esfera, només devalua la seva existència. En el capítol 268 utilitza al màxim els seus poders per parar al Nura i que els seus companys de l'equip de Tòquio puguin escapar, morint en el procés.
Despues de la mort de Sakata, Sakurai ha perdut el seu valor per lluitar temiendole a tot.
En el capitulo 359 torna a aparèixer però àdhuc no es confirma si és una il·lusió de Sakurai o que segueix amb vida.
Yoshikazu Suzuki (鈴木良一, Suzuki Yoshisaki)
- Àlies donat per Gantz: "Calvo" (ハゲ, Hage)

- Alçada: 1,65 m (5 peus 5 polz)
- Estat actual: mort

Personatge d'edat que va quedar vidu no fa molt temps i que té un net de la mateixa edat que Kurono. També és conegut com "El Vell" i apareix a l'habitació de Gantz després de la matança de Shinjuku. No triga a sentir una gran amistat per Kurono en admirar la forma en què protegeix al grup. Ressuscita a Katō com a agraïment a Kurono en obtenir els 100 punts "per ser el seu millor amic". En la missió d'Osaka, el Nurarihyon li arrenca els braços i ho deixa en estat crític. Gràcies a l'acompliment dels seus companys, aconsegueix sobreviure al final de la missió. En el capítol 292, salva a Inaba de ser assassinat per les estàtues. Poc després uns serafins li arrenquen les extremitats del cos i, agonizante, aconsegueix veure una imatge de la seva difunta emmanilla mentre es mostra la llegenda: "No mostren pietat per al piadós".
En el capítol 296 Reika intenta reviure-ho però una sobtada fallada de Gantz ho impedeix. Fins ara és incert si és possible el seu retorn
Reika Shimohira (レイカ, Reika)
- Àlies donat per Gantz: "Fan N°1 de Kurono" (くろののファン１号, Kurono no Fan Gō), "Reika" (レイカ, Reika)
- Alçada: 1,60 m (5 peus 3 polz)
- Data De Naixement: 23 de setembre de 1985
- Mesures: 96-64-100
- Grup Sanguini: O
- Estat actual: morta

És una famosa gravure idol que apareix a l'habitació de Gantz després de la matança en Shinjuku. En veure com Kurono se sacrificava pels més febles acaba enamorant-se d'ell, però veient l'amor que aquest sentia per Kojima es conforma a ser la seva amiga. Tan bon punt Kurono aconsegueix els 100 punts i torna a la normalitat del món amb la memòria esborrada, es converteix en la nova líder de l'equip Gantz, encara que en els últims capítols aquest paper ho reprendria Katō. En la missió d'Osaka, fa de franctirador contra el Nurarihyon i aconsegueix sobreviure sense obtenir puntaje a causa que no elimino a cap alien. En el 285 rebutja la proposta de ser núvia d'Inaba pel que sent per Kurono. En el capítol 286 li revela els seus sentiments a Kurono i fins i tot li demana tenir sexe, però la rebutja a causa de la relació que ja tenia amb Tae. Mostrant obsceción ella mateixa diu que obtindrà 100 punts i reviurà a Kurono una vegada más.se li veu disparant com a franctiradora en la més recent missió.
En finalitzar la missió obté un saldo de 101 punts i davant la tristesa de Kurono; escull reviure al vell però GANTZ sofreix una apagada.
En el capítol 297 surt de l'habitació al costat dels altres però torna a buscar la seva roba, és quan troba a l'home que havia estat dins de l'esfera mirant per la finestra, est li demana que li repeteixi a la persona que queire reviure, ella diu que a Susuki però en un moment de dubte, l'home reviu a una altra còpia de Kurono. Després d'unes quantes anades i vingudes, el clon de Kurono acaba vivint amb ella. Amb el córrer dels dies tots dos s'enamoren. En la catastrofe ella i el clon de Kurono comencen a acabar amb els enemics i són transferits a Gantz, i lluiten els 2 junts contra els demas enemics.
En el capitulo 357, mor tractant de salvar al clon Kurono d'un alien que estava a punt de matar-lo. Després d'això, Kurono tracte de reanimar-la, però no va poder i ploro desconsoladamente i dient que l'estimava.
No se sap àdhuc si pot ser reviscuda.
Kouki Inaba (稲葉光輝, Inaba Kōki)
- Àlies donat per Gantz: "Inaba" (稲葉, Inaba)
- Alçada: 1,96 m (6 peus 5 polz)
- Estat actual: mort

Apareix a l'habitació de Gantz després de la matança de Shinjuku. Al començament no respecta Kurono com a líder del grup Gantz, però després de la baralla amb els Oni Alien ho acaba acceptant. Tracta sempre d'aparentar tranquil·litat, però en general sol ser molt covarda. Pel que sembla, ell està enamorat de Reika, ja que això es demostra en tenir sexe amb l'Oni Alien Metamorfo, que tenia la forma de Reika, que després seria salvat per la veritable Reika. En els últims capítols es va veure un canvi d'actitud en ell, fins i tot, va formar part de l'equip que va intentar salvar a Kurono de l'atac dels Vampirs. En la missió d'Osaka, el Nurarihyon li arrenca els braços i les cames, deixant-ho en estat crític. Gràcies a l'acompliment dels seus companys, aconsegueix sobreviure al final de la missió. En el capítol 285 es declara davant Reika qui ho rebutja a causa dels sentiments d'ella per Kurono. En el capítol 291 se separa del grup i és atacat per un grup d'estàtues i en el capítol 292, poc després d'acceptar que no sobreviurà, apareix Suzuki i ho salva. en el 293 s'enutja perquè van matar a Suzuki i baralla contra tots els querubins destruint-los però després d'això una estàtua ho aixafa acabant amb Inaba.
Hoi Hoi (開開, Hoi Hoi)
- Alçada: 1,40 m (4 peus 7 polz) o 1,50 m (4 peus 11 polz)
- Estat actual: mort

Hoi Hoi és un goso colla que apareix a partir de la missió del Kappe Alien. No fa gens especialment excepte veure's tendre i adorable, a més és fan d'Izumi des que aquest l'excepte en la missió del Kappe alien i aprofita qualsevol oportunitat per apropar-se-li a Izumi fins que aquest és assassinat. En els capítols de la Segona Fase, es veu que encara està en l'equip. Aconsegueix sobreviure a la missió d'osaka rebent 40 punts.
Igual que el gos no es mostra la seva mort però es dedueix al no tornar a l'habitació.
Hikawa (氷川, Hikawa)
- Àlies donat per Gantz: "Amfitrió Samurai" (ホストざむらい, Hosuto Zamurai)
- Alçada: 1,84 m (6 peus 0 polz)
- Estat actual: Desconegut

És un dels Vampirs més forts. La seva primera aparició és juntament amb el seu grup al final de la missió del Kappe Alien, atacant a l'equip de Gantz. Hikawa juntament amb el seu grup reaparace en la missió dels Oni Alien com a aliats i espectadors per localitzar als Caçadors. Després d'aquesta missió, quan van després d'Izumi, el seu grup és eliminat per aquest però Hikawa aconsegueix matar-ho amb el seu katana. Al final de la Primera Fase, en el capítol 237, és transportat al costat d'una companya a l'habitació de Gantz després d'assassinar Kurono, i ara en la Segona Fase intenta aliar-se als Aliens Nurarihyon però és atacat per aquests per ser identificat juntament amb la dona Vampir com a Caçadors, a causa de les bombes que Gantz els insereix en els seus caps per no escapar d'una missió. En el capítol 254 ("Un dit") aconsegueix acabar amb els Nurarihyon que ho ataquen, salvant així a la seva companya, encara que això només és un resultat col·lateral de la baralla i al final del capítol torna amb l'equip de Tòquio, aliant-se temporalment amb ells (perquè esbrina sobre la regeneració en acabar la missió i quan l'equip Gantz de Tòquio li pregunta si volia saber-ho per la seva companya, ell contesta que "simplement vol el seu dit de tornada") i alhora mostrant una mica d'afecte cap a la seva companya. Al final del capítol 277 apareix darrere del Nura i li dona un tall vertical salvant a Katō de morir, després de la missió obté 42 puntos.en el capítol 293 se li observa amb la pistola H evadint a les estàtues.
Obté 0 punts al final de la missió i, sopresivamente, pren una postura pacífica amb les persones de l'habitació.
- És l'enemic final en Gantz: The game.

error: {{nihongo}}: Cal text en japonès o romaji (help)
- Àlies donat per Gantz: "Kill Bill" (きるびる, Kiru Biru)
- Alçada: 1,66 m (5 peus 5 polz)
- Estat actual: Desconegut

És reclutada per Gantz al final de la Primera Fase juntament amb el seu cap. En el capítol 253 manté una conversa amb el seu líder i li pregunta que com se sentiria ell si ella morís, la resposta del Vampir li dona és "que no li afectaria en gens", però en el capítol 254 és salvada per aquest després de perdre un braç. Aconsegueix sobreviure obtenint 0 punts. Com a dada anecdòtica, es pot dir que ella està inspirada en l'actriu Chiaki Kuriyama, qui va participar en la pel·lícula Kill Bill (el mateix Hiroya Oku ho diu en una entrevista amb ella en declarar-se fanàtica de Gantz). Sobreviu a la Missió d'Osaka sense obtenir puntaje.
Surt il·lesa de la missió d'Itàlia però no obté puntajes.
Ooki Kashihara
Estudiant de secundària i protagonista de la ranobe Gantz Minus, situada més d'un any abans de l'inici del manga. Arriba al departament de la bola negra després de morir intentant salvar a un noi que queia des de les altures.
Akari Jinguu
És un dels personatges principals de la ranobe Gantz Minus.
Com a caçadora experimentada, pren com la seva responsabilitat instruir als nouvinguts i els explica tot el que sap. L'únic que sembla fer-li cas és Ooki Kashihara.
En la missió del Shotoku Alien, atrapa a un dels objectius amb una I-GUN.

## Membres de Gantz Osaka
Tots apareixen i participen en la missió del Nurarihyon.
Anzu Yamasaki (山咲杏, Yamasaki Anzu)
- Alçada: 1,58 m (5 peus 2 polz)

Membre de l'equip d'Osaka. Té 23 anys i viu sola amb la seva filla de 3 anys. Es troba amb Kat? per accident, mentre aquest recorre els carrers vencent monstres i rescatant persones. Al començament es mostra sarcàstica amb ell, però després, es commou en veure les seves fortes conviccions; això arribarà al seu clímax quan ella s'arrisqui per salvar-ho. Al final, serà Kat? el que acaba rescatant-la, entaulant des de llavors una bona amistat. En el capítol 276 ella li diu a Kat? que ho estima i que li prometi que no morirà en la baralla amb el Nurarihyon a més del fet que vol que visquin junts, ella, el seu fill, Kat? i el seu germà. En el capiulo 277 mor en ser aconseguida pels rajos del Nurarihyon després d'anar a ajudar a Kat? quan aquest perd les cames. És reviscuda pel noi de lents, ja que aquest li promet a Katou, abans de ser transportats al final de la missió, reviure-la. Després és reviscuda pel despues de la missió de Fontan di trevi. Apareix, de nou, en el capitulo 333 del manga.
Shimaki (島木, Shimaki)
- Alçada: 1,80 m (5 peus 11 polz)

És un dels membres principals de l'equip d'Osaka. Ha arribat als 100 punts 3 vegades, ho criden "George" (ジョージ, Jōji), en el capítol 262 està present quan el Dai Tengu atrapa a Nobuo, i pel que sembla se sorprèn que Nobuo s'hagi deixat atrapar. En el 263 mata a l'alien Kitsune amb la katana, però és mort pel Nurarihyon en el capítol 265, en tallar-li el cap.
Nobuo Muroya (むろやのぶお, Muroya Nobuo)
- Alçada: 1,85 m (6 peus 1 polz)

Un altre dels membres principals de l'equip d'Osaka. Ha arribat 4 vegades als 100 punts i es caracteritza per la seva supèrbia, en el capítol 262 s'enfronta al Dai Tengu a qui està a punt de derrotar, però est en un intent desesperat per sobreviure atrapa a Nobuo aixafant-ho fins que el seu vestit es desactiva, però el cap del Dai Tengu explota a causa d'un tret que Nishi va fer mentre estava amagat i Nobuo aconsegueix sortir amb vida de la baralla. En acabar la batalla es posa a sagnar i queda insconsciente. Anzu comenta que va morir, encara que no se sap amb certesa.
Kuwabara Kazuo (桑原和男, Kuwabara Kazuo)
- Alçada: 1,88 m (6 peus 2 polz)

Membre de l'equip d'Osaka. Va arribar 3 vegades als 100 punts i es caracteritza per ser un malalt sexual; com violar dones humanes és un delicte, ho fa amb les alienígenes que caça, en el capítol 262 presa la mateixa actitud que George en veure que el Dai Tengu atrapa a Nobuo. Finalment, perd els seus membres en intentar violar a la forma femenina del Nurarihyon i és salvat per Kat?. En el capítol 278 es veu que encara segueix amb vida i va juntament amb Miho i Sumiko. Aconsegueix sobreviure al final de la missió. Després que els supervivents d'osaka són transferits a l'habitació l'en arribar als 100 punts opta per l'opció un.
"Els tres S" (ドＳの3人, Do esu no san-nin)
Compost per Taira Sampei, Hara Tetsuo i Kimura Susumu, tots membres de l'equip d'Osaka. Els tres han arribat només una vegada als 100 punts. Kimura Susumo mor en el capítol 253 i els altres 2 són assassinats en el capítol 254 pels 2 Vampirs i els Aliens Nurarihyon.
Miho Nakayama (中山美保, Nakayama Miho)
- Alçada: 1,65 m (5 peus 5 polz)

Una altra membre de l'equip d'Osaka. És la núvia de Nobuo. Aconsegueix sobreviure al final de la missió. Aconsegueix arribar als 100 punts i opta per l'opció 1, ja que sense nobuo no tènia razon de seguir hi ha.
Sumiko Yamada (山田スミ子, Yamada Sumiko)
- Alçada: 1,67 m (5 peus 6 polz)

Una altra integrant de l'equip d'Osaka. Es caracteritza pel seu estil Ganguro. Sobreviu en la missió. Aconsegueix obtenir 100 punts i igual que nakayama escull l'opció un.
Kyō Hanaki (花紀京, Hanaki Kyō)
- Alçada: 1,69 m (5 peus 7 polz)

És un dels membres més violents de l'equip d'Osaka. Va arribar 2 vegades als 100 punts i es caracteritza per drogar-se tot el temps i caçar a tota velocitat en la Motocicleta Gantz. En el capítol 255, aquest salva la vida a un dels nous integrants de l'equip d'Osaka i després troben a més de 100 Aliens Nurarihyon juntament amb els seus tres "caps". És assassinat en el capítol 257 per l'Alien Nurarihyon de 100 punts quan va intentar matar-ho.
El noi de les portes mala sort
- Alçada: 1,70 m (5 peus 7 polz)

El seu nom encara no ha estat revelat, però se sap que té 17 anys, que és verge i que va arribar a Gantz juntament amb un amic que va morir als pocs minuts de començar la missió.
Al principi va ser rescatat per Kyo Hanaki, que li va ensenyar sobre els puntajes i les armes. Tots dos van ser a enfrontar al Nurarihyon i va ser testimoni de la mort de Kyo.
Portat per la seva desesperació, va escapar amb el cap del Nurarihyon, descobrint-la com una gran arma per enfrontar monstres.
Després va ser salvat d'una enorme criatura per Hachiro Oka i, posteriorment, el seu vestit va ser desfet pels trets de l'exèrcit d'autodefensa japonès. En aquesta oportunitat, i tres vegades més fins avui, Kat? es va encarregar de vetllar per la seva seguretat.
Es tracta d'una persona summament covarda encara que, a vegades, treu un enorme coratge. Abans de la transferència, li promet a Kat? que intentarà ser com ell i que reviurà a Yamasaki. Aconsegueix sobreviure. Despues quan és transferit amb els membres supervivents, tots els demas escullen ser lliures, despues que Kuwabara li diu "el més probable és que moris en la següent" mentre és transferit, nota que trec 80 punts per usar com a arma el cap del nurarihyon, despues d'un temps en el qual medito el que li va dir a katou sobre reviure a yamazaki, comença a ser transferit a l'habitació, despues d'esperar si arribava alguna altra persona descobreix que ha estat transferida una nena petita, després és transferit amb la nena a la missió de Fontana di trevi després s'obre camí amb la nena en un braç i el rifle en l'altre disparandole a les estàtues, es parapeta en un sostre com a franctirador usant una pistola H que hi havia prop d'un cadàver d'un gantzer caigut, aconsegueix disparar-li a una estàtua del David de miguel angel, però un Querubin li arrenca el braç dejandolo inconciente, després desperta i ja ha estat transferit juntament amb la nena i aconsegueix obtenir 100 punts i reviu a Yamazaki Anzu, apareix en manga 332 després que Kurono i Reika fessin l'anomenat a rescatar a les persones dins de la nau espacial.
Hachirō Oka (岡八郎, Oka Hachirö)
- Alçada: 1,89 m (6 peus 2 polz)

És el membre més enigmàtic i, aparentment, més experimentat de l'equip d'Osaka. Va arribar 7 vegades als 100 punts i, tal com fa Nishi, li agrada estar sempre en manera invisible. Utilitza un vestit especial que, per mitjà de cables, es connecta amb una espècie de robot gegant. Amb est va derrotar a l'Ushi Oni en el capítol 269. També se sap que és expert en el maneig de la Gantz Bike. En el capítol 271, gràcies a un cop de puny de l'alien Nurarihyon, es descobreix la cara d'Oka. En el 272, Oka talla en meitats al Nura, després que aquest li destrueixi el seu vestit especial. Després de veure que els seus atacs van ser molt arriscats, es va d'allí i els deixa a càrrec als de Tòquio perquè ho matin. En el capítol 276, es veu que el Nurarihyon va a buscar a Oka, i després d'una sèrie d'explosions a la ciutat, el Nura torna amb el cap d'Oka.

## Japó

### Hiroshima
Participa en la missió a Roma. Un dels seus membres, a bord de la Gantz Bike, rescata a Sakurai. Després mor a les mans d'un querubí.

### Ishikawa
L'escriptor Kikuchi esmenta en el capítol 227 que hi ha zones en la prefectura d'Ishikawa que semblen haver sofert danys inexplicables, comparant-los amb els deixats a Tòquio després de les missions.

### Fukuoka
L'escriptor Kikuchi esmenta en el capítol 227 que hi ha zones en la prefectura de Fukuoka que semblen haver sofert danys inexplicables, comparant-los amb els deixats a Tòquio després de les missions.

### Kaganawa
Va a l'habitació de Tokio a ajudar a salvar persones de la nau.

### Regió de Kanto (Shizuoka, Ibaraki, Gunma i Yokohama)
S'uneixen a Kurono II i Reika durant la catàstrofe als carrers de Tòquio, ajudant-los contra un grup de gegants.
Un membre de gumma, va a l'habitació de Tokio a ajudar a salvar persones de la nau.

## Europa

### Itàlia
Participa en la missió a Roma. La major part dels seus membres són mutilats per les estàtues de la Fontana de Trevi.

### Anglaterra
Diversos mitjans de comunicació internacionals cubireron missions ocorregudes allí. Per transitiva, ha d'haver-hi un equip local.

### França
Diversos mitjans de comunicació internacionals cubireron missions ocorregudes allí. Per transitiva, ha d'haver-hi un equip local.

### Alemanya
Basant-se en el fet que la fàbrica de boles negres radica allí, pot haver un equip local.

### Israel
És nomenat per Nishi

### Xina
Participa en la missió a Roma.

## Amèrica

### Estats Units
És nomenat per primera vegada per Izumi. Més tard se sap que participen de la missió a Roma.

### Brasil
Nishi parla de l'existència d'una bola negra a Brasil. Per transitiva, existeix un equip local.

## Altres Personatges
Tae Kojima (小島多恵, Kojima Tae)
- Alçada: 1,50 m (4 peus 11 polz)

Aquesta noia seria la núvia de Kurono (qui la va conèixer gràcies a una aposta), encara que més tard acabaria enamorant-se d'ella, especialment quan la salva de les arpes de l'Alien Nan que va venir a l'escola per matar a tot humà que se li posava en el seu camí i a Kurono per venjança. Després de la matança en Shinjuku, Izumi rapta a Tae i amenaça a Kurono amb matar-la si no ho derrota però Kei ho mata, enviant-ho així a Gantz, i aconsegueix salvar la vida de la seva núvia. En la missió dels Ring Alien, Tae pren una fotografia a un dels membres de Gantz, fent que ella es convertís en el següent objectiu de Gantz; Kurono i els seus amics tracten de salvar-la, però Izumi la mata amb l'Espasa Gantz i és enviada a Gantz però com a base de dades dins de l'esfera. Després de la missió dels Oni Alien serà ressuscitada per Reika, en haver aconseguit 100 punts a causa de l'amor que ella sent per Kurono. No obstant això, part de la seva memòria va ser esborrada pel que fa a la seva relació amb Kurono, encara que d'un moment a un altre comença a recordar l'amor que sentia per ell però no aconsegueix a concretar-se gens, ja que Kurono és assassinat pel cap dels Vampirs. Després de la missió en Osaka, es retroba amb Kurono quan aquest és reviscut i tornen a estar junts. Ella és qui ho anima a seguir lluitant fins al final. En el capìtulo 318 és portada en una de les cel·les voladores cap a la fortalesa alienìgena. Una vegada dins de la fortalesa, juntament amb més persones, aconsegueix fugir per un conducte dels embornals fins al carrer. A la poca estona de sortir, una nena alienígena la recull com a mascota i es queda a la seva casa, on coneix a un noi de 14 anys que també està aquí de mascota. Però quan aquest mor d'una malaltia, Tae s'escapa del terrario de dels animals, però la mare de la nena agafa a Tae i la deixa al carrer. Més tard coneixerà a un grup de supervivents, que poc després serà exterminat per un grup de caça, quedant únicament Tae com a supervivent, amb una ferida lleu en la cama. Després, es retrobarà amb Kurono.
És un personatge jugable a Gantz: The game.
Vampirs (吸血鬼, Kyūketsuki)
Enemics jurats de l'equip Gantz, els qui poden veure'ls durant les missions (a través d'uns cristalls a manera de lents de contacte) i intenten acabar amb les seves vides i a ells els criden Caçadors. Apareixen per primera vegada al final de la missió del Kappe Alien. Els Vampirs són humans que van quedar mutats gràcies a unes nanomáquinas inserides en el seu interior que els atorguen força i reflexos sobrehumanos, com també treure armes des de l'interior dels seus cossos. Tenen una dieta normal, però necessiten a més consumir sang humana (per això es diuen "Vampirs") o si no sofreixen de marejos continus i d'Èczema amb forma d'unes ales de ratapinyada en l'esquena. A més, com són "Vampirs", la llum és mortal per a ells, per la qual cosa solament se'ls poden veure caminar en les nits; no obstant això, tenen una droga especial que els permet endurir la pell, encara que és molt cara i pocs d'ells la tenen, permetent-los caminar en el dia. A partir de la Segona Fase, en el capítol 238, dos membres dels Vampirs (Hikawa i una dona) són part de l'equip de Gantz després d'un intent fallit de destruir-los des de les seves arrels (quan Hikawa tracta de matar a la persona que estava a l'interior de l'esfera de Gantz amb la seva katana no ho aconsegueix fer a causa de la possibilitat que està protegit per les mateixes barreres invisibles que impedeixen sortir als Caçadors de l'habitació al principi d'una missió).
- Són els enemics finals en Gantz: The game.

Akira Kurono (玄野アキラ, Kurono Akira)
- Alçada: 1,80 m (5 peus 11 polz)

És el germà menor de Kei Kurono. Des de nois es porta molt mal amb aquest. Mentre que el seu germà és la "ovella negra" dels Kurono, aquest seria alguna cosa així com el "estel de la família". Pertany al grup dels Vampirs. Quan s'assabenta que el grup està després de Kei, intenta fer tot el possible per ajudar-ho. Al final de la Primera Fase, és assassinat pel líder dels Vampirs.
Kikuchi
És un escriptor que estudia el misteri darrere de les esferes negres. Es va entrevistar amb Kei Kurono, els vampirs i fins a amb Heinz Bernstein. Va viatjar fins a Alemanya a la recerca de la veritat i va veure amb els seus propis ulls com Sebastian matava a persones amb solament pensar-ho i fins i tot va derrocar un avió.
Sebastian
Presumpte contacte i traductor alemany que porta a Kikuchi fins a la fàbrica d'esferes negres i, posteriorment, a la residència de Heinz Bernstein. Sembla ser un gran fanàtic del vaig animar, sobretot el gènere moe.
En lliuraments recents, es revela que Sebastian està relacionat amb la força superior darrere de les esferes negres i pot controlar la destinació dels humans a la seva voluntat.
La resta de personatges formen un grup bastant heterogeni: Models, professors, karateques, yakuses, monjos, pandillers, àvies, polítics, nens, etc. Sent la majoria personatges secundaris i extres que només serviran per donar suspens davant l'expectativa que paper prendran en la sèrie, però només donaran continuïtat a la sèrie de morts violentes en la qual acabaran aportant morbositat emoció i agilitat al transcurs de la sèrie d'anime i manga.